# Thlaspidosoma
Thlaspidosoma is een geslacht van kevers uit de familie bladkevers (Chrysomelidae).
De wetenschappelijke naam van het geslacht werd in 1901 gepubliceerd door Spaeth.

## Soorten
- Thlaspidosoma dohrni Spaeth, 1901